# Villanueva de la Sierra (Cáceres)
Villanueva de la Sierra es una villa y municipio español de la provincia de Cáceres, en la comunidad autónoma de Extremadura. Dentro de la provincia, forma parte administrativamente del partido judicial de Coria y de la mancomunidad integral de Sierra de Gata. Desde el punto de vista de la geografía física, forma junto con los vecinos municipios de Hernán-Pérez y Torrecilla de los Ángeles el llamado valle del Tralgas, el valle más oriental de la sierra de Gata. Su término municipal limita con municipios de las vecinas mancomunidades del Valle del Alagón y de Trasierra - Tierras de Granadilla, situándose también próximo a Las Hurdes. La villa es uno de los principales nudos de comunicación del noroeste de la provincia, al cruzarse aquí las carreteras autonómicas EX-204 y EX-205.
El municipio, cuya única entidad de población es la propia villa, abarca una superficie de 43,62 km², albergando en 2021 una población de 470 habitantes. La localidad fue fundada durante la Reconquista mediante la agrupación de varias aldeas, para dar un señorío jurisdiccional a los obispos de la diócesis de Coria. Desde el siglo XV existe constancia de su estatus de villa. En 1582 dejó de ser un señorío episcopal y pasó a jurisdicción nobiliaria hasta la caída del Antiguo Régimen. Ha sido siempre una villa agrícola, dedicada casi exclusivamente al cultivo del olivo, por lo que actualmente sufre un fortísimo éxodo rural, habiendo perdido dos tercios de la población que tenía a mediados del siglo XX.
La villa se denomina "de la Sierra" por albergar en su término la sierra de Dios Padre, un cerro que sobresale en la parte más oriental de la sierra de Gata; en esta sierra se ubica la ermita de Dios Padre, conocido mirador desde el cual se ve una panorámica de gran parte del noroeste de la provincia. La villa es también conocida por celebrar desde 1805 cada año el 26 de febrero la Fiesta del Árbol, festividad declarada Bien de Interés Cultural por ser el primer evento del Día del Árbol que se celebró en el mundo.

## Geografía física

### Localización

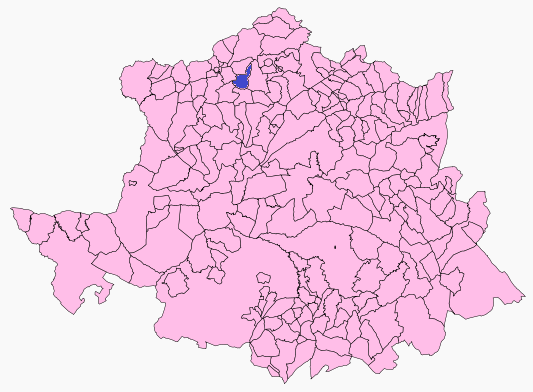
Localización del término municipal de Villanueva de la Sierra en la provincia de Cáceres.

El término municipal de Villanueva de la Sierra limita con:
- Torrecilla de los Ángeles al norte;
- Hernán-Pérez y Villa del Campo al oeste;
- Pozuelo de Zarzón al sur;
- Santa Cruz de Paniagua al este.

### Hidrografía
Lucio Marineo Sículo dice: 

En Villanueva del Obispo hay una fuente encima de la villa, a dos tiros de ballesta en la ladera de la sierra, que arroja y expele de sí un gran golpe de agua y por todo el verano corre della mucha y muy fría agua de lindo y delicado gusto para beber por ser delgada, y en pasando el verano se seca de todo punto y deja de correr por todo el invierno hasta que torna la primavera y entonces empieza de nuevo a manar la cantidad de agua dicha

Destaca la fuente de la Laguna del Bardal, que trae agua de manantiales subterráneos de la sierra.

### Clima
Villanueva de la Sierra tiene un clima mediterráneo de tipo Csa  según la clasificación climática de Köppen.
| Parámetros climáticos promedio de Villanueva de la Sierra en el periodo 1961-2003 | Parámetros climáticos promedio de Villanueva de la Sierra en el periodo 1961-2003 | Parámetros climáticos promedio de Villanueva de la Sierra en el periodo 1961-2003 | Parámetros climáticos promedio de Villanueva de la Sierra en el periodo 1961-2003 | Parámetros climáticos promedio de Villanueva de la Sierra en el periodo 1961-2003 | Parámetros climáticos promedio de Villanueva de la Sierra en el periodo 1961-2003 | Parámetros climáticos promedio de Villanueva de la Sierra en el periodo 1961-2003 | Parámetros climáticos promedio de Villanueva de la Sierra en el periodo 1961-2003 | Parámetros climáticos promedio de Villanueva de la Sierra en el periodo 1961-2003 | Parámetros climáticos promedio de Villanueva de la Sierra en el periodo 1961-2003 | Parámetros climáticos promedio de Villanueva de la Sierra en el periodo 1961-2003 | Parámetros climáticos promedio de Villanueva de la Sierra en el periodo 1961-2003 | Parámetros climáticos promedio de Villanueva de la Sierra en el periodo 1961-2003 | Parámetros climáticos promedio de Villanueva de la Sierra en el periodo 1961-2003 |
| Mes | Ene.                                                                              | Feb.                                                                              | Mar.                                                                              | Abr.                                                                              | May.                                                                              | Jun.                                                                              | Jul.                                                                              | Ago.                                                                              | Sep.                                                                              | Oct.                                                                              | Nov.                                                                              | Dic.                                                                              | Anual                                                                             |
| --- | --------------------------------------------------------------------------------- | --------------------------------------------------------------------------------- | --------------------------------------------------------------------------------- | --------------------------------------------------------------------------------- | --------------------------------------------------------------------------------- | --------------------------------------------------------------------------------- | --------------------------------------------------------------------------------- | --------------------------------------------------------------------------------- | --------------------------------------------------------------------------------- | --------------------------------------------------------------------------------- | --------------------------------------------------------------------------------- | --------------------------------------------------------------------------------- | --------------------------------------------------------------------------------- |
| Temp. media (°C) | 8                                                                                 | 9.1                                                                               | 11.7                                                                              | 13.4                                                                              | 16.8                                                                              | 21.5                                                                              | 25.5                                                                              | 25.6                                                                              | 21.9                                                                              | 16.7                                                                              | 11.8                                                                              | 8.7                                                                               | 15.9                                                                              |
| Precipitación total (mm) | 133.9                                                                             | 109.3                                                                             | 63.2                                                                              | 70.8                                                                              | 67.9                                                                              | 36.9                                                                              | 10.3                                                                              | 6.9                                                                               | 46.7                                                                              | 110.8                                                                             | 109.7                                                                             | 124.6                                                                             | 890.9                                                                             |
| Fuente: Ministerio de Agricultura, Alimentación y Medio Ambiente. Datos de precipitación para el periodo 1961-2003 y de temperatura para el periodo 1962-2003 en Villanueva de la Sierra 22 de octubre de 2012 |                                                                                   |                                                                                   |                                                                                   |                                                                                   |                                                                                   |                                                                                   |                                                                                   |                                                                                   |                                                                                   |                                                                                   |                                                                                   |                                                                                   |                                                                                   |

## Naturaleza

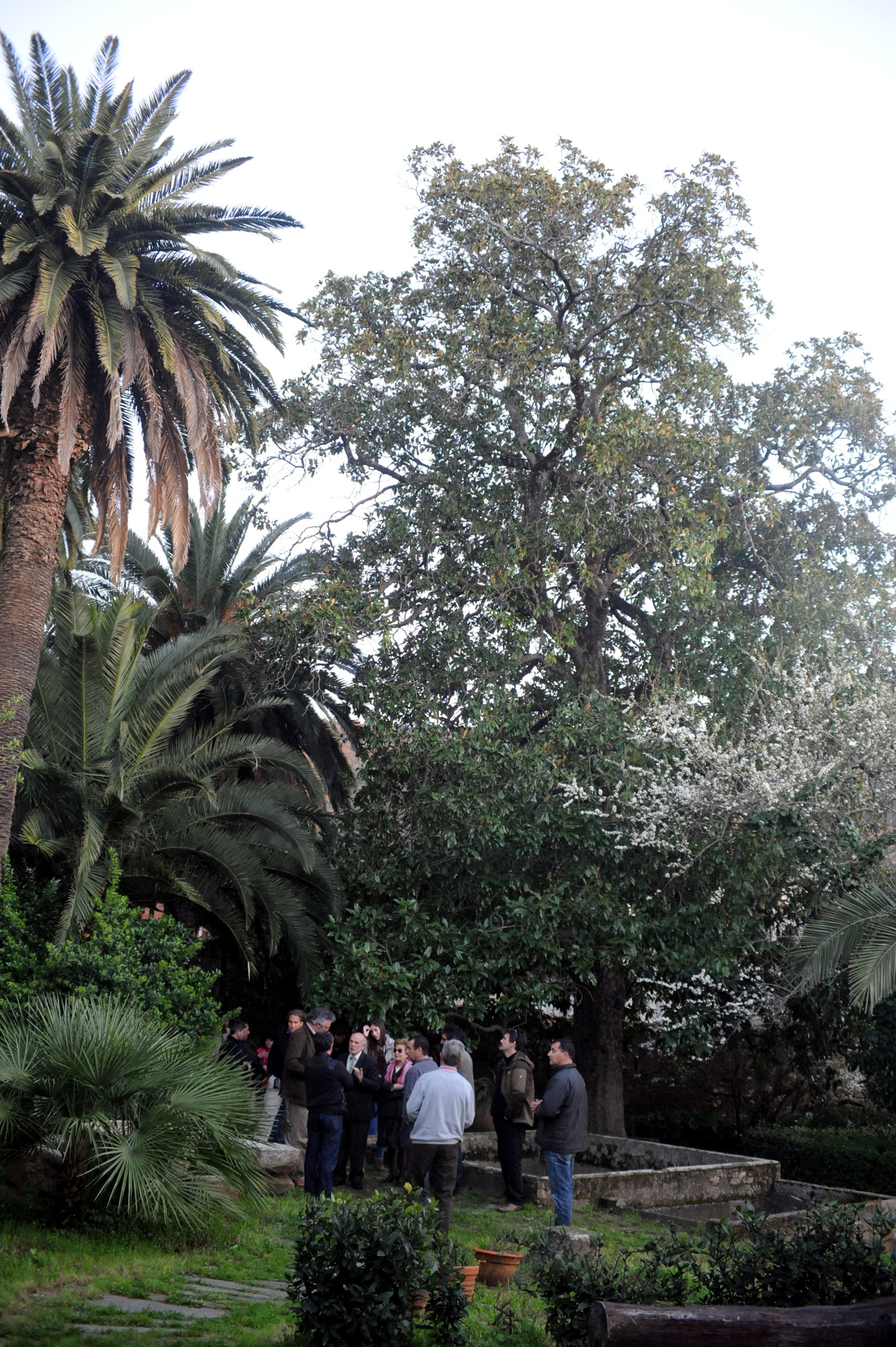
Magnolio de los Durán, árbol singular ubicado en la villa.

### Fauna
En «El Libro de la Montería» del rey Alfonso XI se dice: 

El monte de Sancta Cruz es buen monte de puerco en invierno et aun en verano, et non ha voceria, et es el armada contra Palomero, en el camino que viene de Aldeanueva (por Villanueva) para Sancta Cruz...Et a veces hay oso et es la voceria en el camino que viene de la Reina a Santibáñez.

Osos ya no hay pero los jabalíes abundan cada día más. Abundaba el lobo hasta mediados del siglo XX. La Hermandad Sindical fijaba unas cantidades para premiar su caza. Las batidas y la deforestación han acabado con esta especie.
El lince encontró refugio en la sierra de Dios Padre hasta que fue repoblada de eucaliptos. El zorro está en expansión. La nutria no falta en el río Tralgas. Las especies de caza menor (liebre, conejo, perdiz) son abundantes. 
Los zorzales prosperan al amparo de los olivos y al acabar la aceitunera se van al norte de Europa para anidar.
La cigüeña, la paloma, la grulla, la golondrina y el vencejo son aves migratorias que aquí también hacen estación.

### Flora
Hasta 1950 la sierra de Dios Padre estaba cubierta por un inmenso robledal. Ahora los robles han sido sustituidos por el pino y el eucalipto. Otras especies del término municipal representadas esporádicamente son el castaño y la encina.
Por todos sitios prospera el matorral de jaras.

## Historia

### Edad Antigua

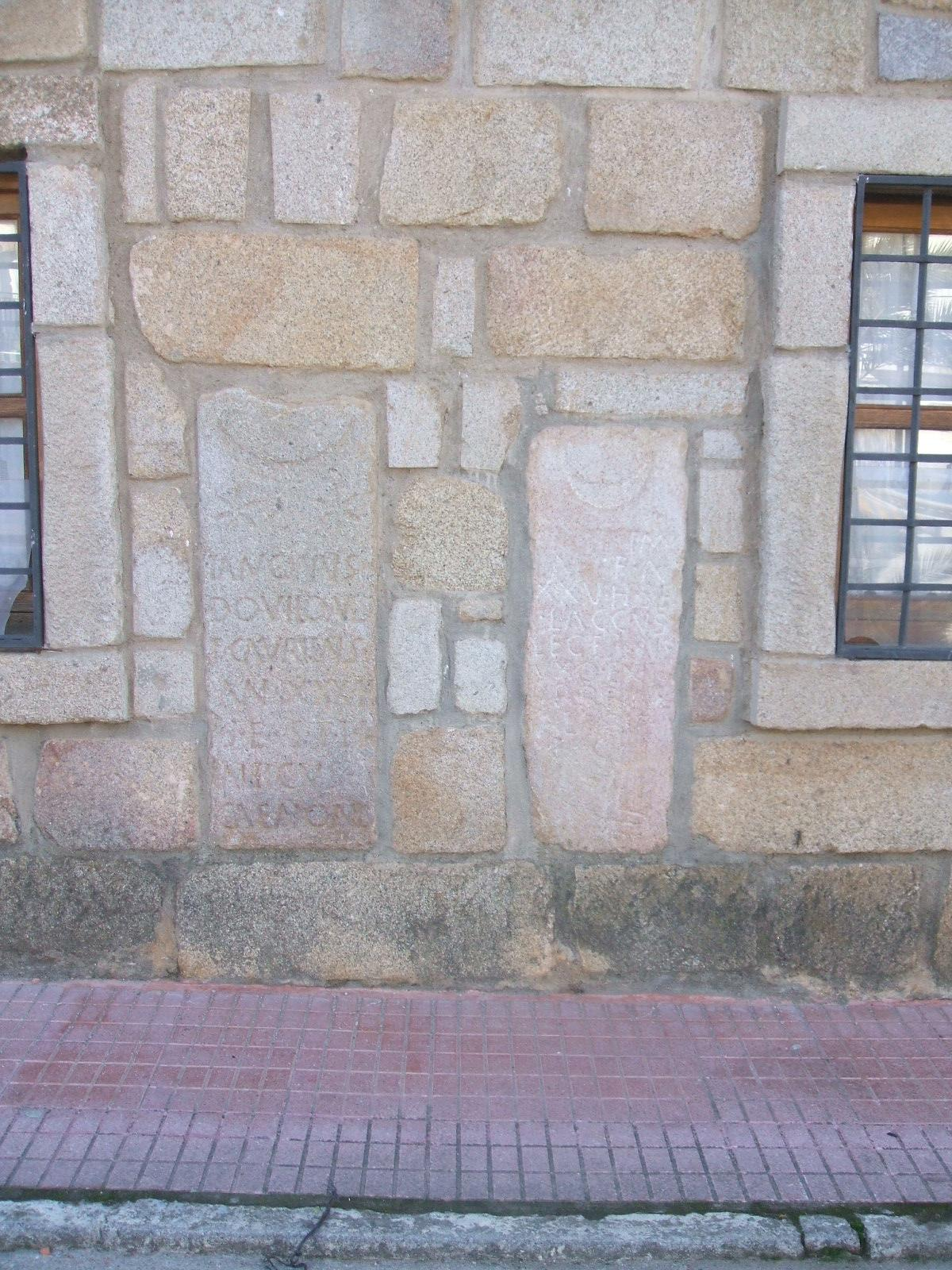
Estelas funerarias romanas en la plaza mayor.

El sitio que hoy ocupa Villanueva de la Sierra debió ser ocupado ya en tiempos prerromanos por un castro vetón. Éste se debió asentar en donde ahora está el Cementerio Viejo; es el punto más alto del casco urbano.
Los parajes conocidos como Malpartida de los Llanos y Malpartida de los Jarales debieron tener en tiempos romanos las instalaciones completas de vicos o «villae».
En el Cuartel Viejo aparecieron dos estelas funerarias romanas reutilizadas en los muros. Su procedencia puede ser algún punto próximo o alguna villa o, según otros, el poblado abandonado de Laconimurgo. Hoy se encuentran en la fachada que da a la plaza.

### Edad Media
La antigüedad del núcleo de población es desconocida, ya que el actual municipio se fundó durante la Reconquista mediante la agrupación de varias aldeas preexistentes. El documento más antiguo en el que se mencionan las aldeas data de 1077, durante el reinado de Alfonso VI de León. Existieron en esta zona una aldea llamada "Trasga" en la confluencia del arroyo de Pedroso con el río Tralgas, otra llamada "Los Llanos" junto al arroyo de la Degollada y una tercera llamada "Los Jarales". Con el tiempo, las aldeas se agruparían en la actual Villanueva de la Sierra, donde había un pequeño caserío que ni siquiera se consideraba aldea. Esta estructura de población dispersa, similar a la que hasta el siglo XX predominaba en Las Hurdes con las alquerías, se debía al peligro que existía por los continuos enfrentamientos militares entre los leoneses del norte y los musulmanes del sur.
Tras la conquista leonesa de Coria de 1142, comenzó una época de gran estabilidad en la zona noroccidental de la actual provincia de Cáceres, área que pasó a conocerse como Transierra Leonesa. Los monarcas leoneses pasaron a considerar esta zona como un punto estratégico de repoblación, fomentando el asentamiento en núcleos mayores que las antiguas alquerías. De esta forma, se fundó una nueva aldea sobre el pequeño caserío ubicado en la actual localidad, cuyo nombre original fue simplemente "Aldea Nueva". La jurisdicción señorial de la zona fue adjudicada en poco tiempo a la diócesis de Coria, que acababa de ser restaurada en 1142 tras haber desaparecido con la ocupación musulmana, y no tenía hasta entonces tierras feudales propias. En 1188 se hizo el deslinde de su primer término municipal, el primero de toda la Transierra, aunque en el siglo XIII los reyes Fernando III y Alfonso X tuvieron que resolver un pleito de los obispos con la villa de Galisteo (a la cual pertenecían Pozuelo y Aceituna) para fijar definitivamente los límites.

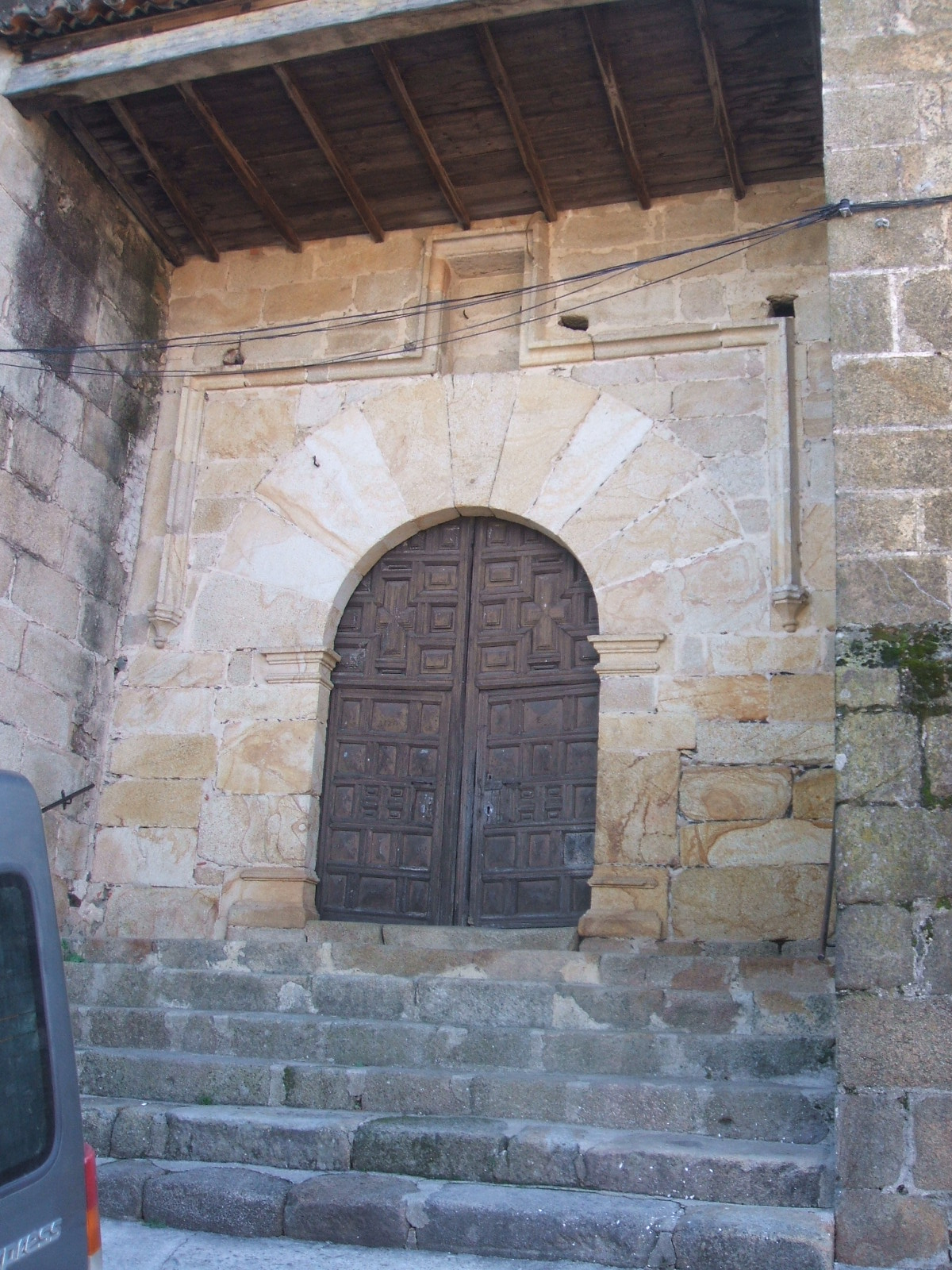
Portada lateral de la iglesia parroquial de Nuestra Señora de la Asunción, edificio del.

La aldea, junto con la vecina localidad de Santa Cruz, pasó desde entonces a formar un área de señorío episcopal. En un privilegio real plomado de 2 de mayo de 1261, dado en Sevilla, Alfonso X de Castilla concedió a los obispos la jurisdicción perpetua sobre "Aldea Nueva". Se desconoce en qué momento adoptó el título de villa, pasando a ser "Villanueva"; el primer documento con este estatus data del 2 de marzo de 1424, y en él «el obispo Don Martín cede unos suelos en Villanueva a Fernando de Curra, que se obliga a construir en los solares unas casas con bodegas y lagar y pagar media docena de capones y una arroba de vino». La documentación a partir del siglo XIII es escasa, ya que fue en todo momento una pequeña localidad agrícola y solamente se mencionaba con fines demográficos o fiscales; por ejemplo, durante el reinado de Enrique IV se menciona la presencia de veinte familias de judíos en el conjunto formado por Villanueva y Santa Cruz. El 15 de enero de 1488, los Reyes Católicos confirmaron al obispo Vasco Ramírez de Rivera tres mil maravedíes, de los cuales 1700 pertenecían a las alcabalas de Villanueva y 1300 a las de Santa Cruz, que había conseguido su antecesor Íñigo Manrique de Lara por cambio con Beatriz Rodríguez.

### Edad Moderna
En el siglo XVI, época en la cual se construyeron algunos edificios destacables como la iglesia parroquial de Nuestra Señora de la Asunción o el pósito de la villa, Villanueva cambió de propietarios manteniendo su estatus de señorío: en 1582, Alonso Pérez de Loaysa compró a la diócesis la jurisdicción por 3 450 457,5 maravedís. Como consecuencia de ello, la hasta entonces "Villanueva del Obispo" pasó a llamarse "Villanueva de Loaysa". En el siglo XVI hubo doce habitantes de Villanueva que se emigraron a la recién conocida América; a ellos se sumaron en 1609 varios moriscos expulsados que se fueron a Costa Rica.
El topónimo de "Villanueva de la Sierra" se recoge ya como oficial en varios documentos del siglo XVIII. El Interrogatorio de la Real Audiencia de Extremadura de 1791 menciona como señor de la villa a Diego María de Ovando y Cáceres, IV conde de Encinas, vecino de la villa de Cáceres y descendiente de los Loaysa.

### Edad Contemporánea
El momento histórico en el que se desarrolla la primera Fiesta del Árbol se corresponde con el reinado de Carlos IV, siendo primer ministro Manuel Godoy. Fue en el segundo periodo de Godoy de 1801 a 1808, hasta la invasión francesa. En materia de agricultura, se plantea educar a los labriegos, retomando una iniciativa de Gaspar Melchor de Jovellanos que hizo un informe sobre la Ley Agraria. La dificultad era llegar hasta los agricultores, teniendo en cuenta que la gran mayoría no sabía leer, por ello se crea el Semanario de Agricultura y Artes dirigido a los Párrocos. Los párrocos eran gente culta en contacto directo con los campesinos y podían actuar como agentes de extensión agraria, de manera que transmitían las enseñanzas y avances que se iban produciendo.
La publicación, particular, contaba con el respaldo de la Secretaría de Estado que ejercía Godoy, hasta 1804 posteriormente cambió al Real Jardín Botánico de Madrid. Se publicaron 600 números desde el 4 de enero de 1797 hasta el 23 de junio de 1808 y representó uno de los máximos exponentes de la ilustración española. Escribieron en el Semanario los más relevantes científicos e ingenieros españoles y extranjeros que difunden las últimas teorías sobre agricultura, artesanía y usos domésticos cotidianos, con análisis y teorías de corte preindustrial. junto a ellos los párrocos e intelectuales locales, a través de la correspondencia, contribuyen a completar los contenidos.
Es en esta publicación en la que aparece la nota de la primera Fiesta del árbol del mundo, que se produjo en 1805 en Villanueva de la Sierra.
El 26 de febrero de 1805, martes de carnaval, se realiza en Villanueva de la Sierra una plantación de álamos en las zonas del Ejido y Fuente de la Mora. Convocaron el evento el Párroco Don Ramón Bacas Rojo y los Alcaldes Pedro Barquero y Andrés Hernández. En ella participaron junto a las autoridades locales, los vecinos. La plantación la realizaron los niños y niñas de la escuela en un día de carácter festivo, con baile de tamboril y comida a base de caldereta de macho cabrío y vino de la tierra, se prolongó por tres días. Este hecho fue referido mediante un escrito al Semanario de Agricultura y Artes para Párrocos. Es el propio director de la publicación, el botánico ilustrado Francisco Antonio Zea, el que escribe la noticia.
Con motivo de la Guerra de la Independencia, el 6 de junio de 1808, a requerimiento del regidor de Plasencia y su jurisdicción, se reúnen los alcaldes ordinarios y los regidores y toman alistamiento de 64 hombres con edad entre 16 y 40 años para sacar por sorteo 37 soldados que debieron incorporarse a un ejército de 4000 hombres que marchó a Badajoz para ponerse a las órdenes de la Junta de Defensa. Además, los objetos de valor y ornamentos sagrados fueron escondidos en un hoyo bajo el suelo de la casa frente a la puerta lateral de la iglesia.
El 28 de agosto de 1853 Villanueva deja de pertenecer al partido judicial de Granadilla y pasa al de Hervás. Ese mismo día, en una importante reunión del concejo municipal se toman los acuerdos de: acondicionar cinco caminos (los que van a Pozuelo, Santibáñez, Hernán Pérez, El Bronco y Torrecilla), construir tres puentes (en el Tralgas, el Pedroso y el Arroyo Santa María), reconstruir la Fuente de la Mora y construir un edificio para Ayuntamiento, otro para Escuela Primaria y otro para vivienda del maestro.
Hasta 1858 no había edificio consistorial. Sin embargo, desde mucho antes había, junto a la Fuente del Palacio, una fragua concejil, que ahora se vende y con lo obtenido se construye el ayuntamiento y la cárcel.
El 5 de noviembre de 1867 el Ayuntamiento vende sus bienes de propios y el 80% de lo obtenido (886 escudos) se emplea para comprar bonos del ferrocarril que se construiría entre Madrid y Mérida, pasando por Plasencia. 
El 3 de agosto de 1877 el Ayuntamiento solicita que se establezca en la villa un cuartel de la Guardia Civil; resulta concedido con rapidez.
El 3 de enero de 1878 pasa a depender del partido judicial de Coria.

## Demografía
Villanueva de la Sierra cuenta con una población de 493 habitantes (INE 2024).
| Gráfica de evolución demográfica de Villanueva de la Sierra entre 1842 y 2021                                       |
| |
| Población de derecho según los censos de población del INE Población de hecho según los censos de población del INE |

En 1530, Villanueva contaba con 150 vecinos (600 personas) según el censo de Tomás González. En 1591 los vecinos llegan a ser 219.
En 1754, según el Catastro de Ensenada había 151 vecinos (604 habitantes).
En 1845, según Madoz había 1917 habitantes. Los siguientes censos del siglo XIX dan estas cifras: 1087 (en 1860 y en 1873) y 1022 (en 1887).

## Economía

### Pasado

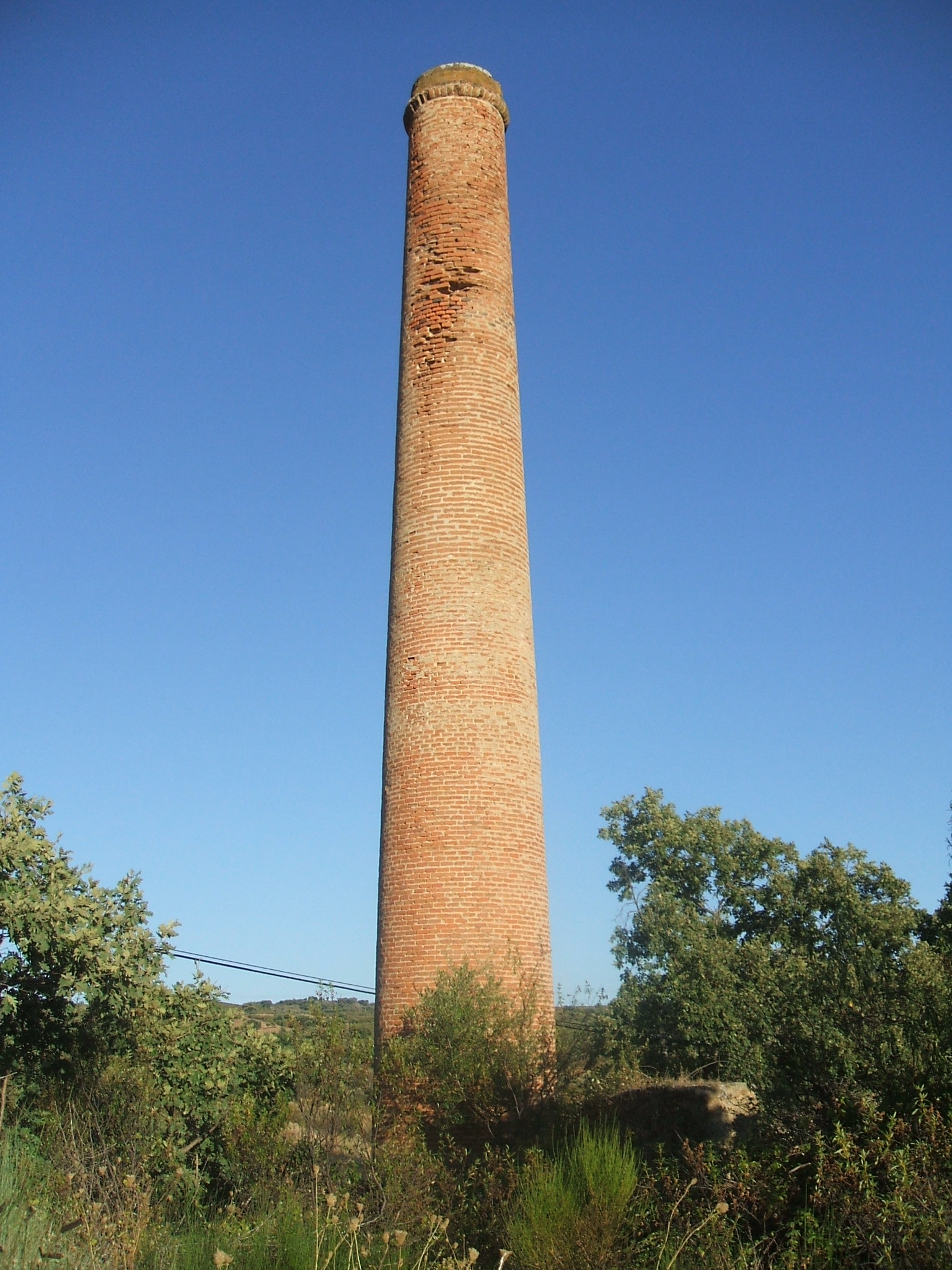
Torre de la orujera de Río Pedroso.

El sector industrial ha estado representado por los molinos aceiteros, algunos harineros y un par de fábricas de orujo, así como algunos establecimientos de aderezo de aceituna. 
Aún se recuerdan los nombres de los molinos; podemos recogerlos a continuación, empezando por los aceiteros:
- en al Arroyo de los Pasiles estaba el molino de Manrique.

- en el Río Tralgas estaba el del Río.

- en el Arroyo de los Lagares y dentro del casco urbano estaban el molino de Tío Pedro (en la Fuente del Arroyo), el de Casasola, el de los Guillermatos, el de los Benitos, el de la Cooperativa y el de Tío Pantaleón.

- en el Arroyo de los Lagares y fuera del casco urbano estaban el molino Cimero, el de la Gasca, el de la Barrera, el de las Fieras, el del Capitán, el del Riscal, el de A medias y el de la Tendera (o de los Duranes).

- en el Arroyo del Sagual y dentro del casco urbano estaban el molino de Canana o de la Fuente del Palacio y el Charranguina; ambos eran de aceite y de harina.

Los molinos harineros, dos, estaban en el Río Tralgas y se denominaban, uno, de Pesquera de Mojadilla y, el otro, de Molino Tejado; carecían naturalmente de chiqueros, elemento que sin embargo no podía faltar en los aceiteros.
Las fábricas de orujo se situaban en el Río Tralgas la una y en el Río Pedroso la otra.

### Presente
La agricultura se centra en el monocultivo del olivo, que ocupa cerca de 2000 ha. La vid se orienta a la producción de pitarras. Hasta hace pocos años se cultivaba algo de cereal y productos de huerta a escala de subsistencia; todo esto ha desaparecido ya.
La ganadería no es abundante. Hay pocos rebaños de ovejas y algunas cabras; el vacuno no existe.
En cuanto a la industria, hoy sólo queda el molino aceitero de la cooperativa local «Dios Padre».

## Transportes
Carreteras
Por la villa pasan las siguientes carreteras:
| Nombre                                                                          | Lugar de entrada                   | Lugares a los que va |
| ------------------------------------------------------------------------------- | ---------------------------------- | --- |
| EX-204 Carretera de Torrecilla Carretera de Pozuelo Avenida de Ramón Bacas Roxo | Pasa por el oeste de la villa      | Norte: Torrecilla de los Ángeles, Pinofranqueado, Caminomorisco y provincia de Salamanca Sur: Pozuelo de Zarzón, Guijo de Coria, Calzadilla y Coria |
| EX-205                                                                          | Atraviesa la villa de oeste a este | Oeste: Hernán-Pérez, Villasbuenas de Gata, Hoyos, Valverde del Fresno y Portugal Este: El Bronco, Cerezo, Zarza de Granadilla y autovía A-66        |

## Servicios públicos

### Educación
El colegio público de educación infantil y primaria de la villa está integrado en el CRA El Olivar, junto con los de Torrecilla de los Ángeles, Hernán-Pérez y Santa Cruz de Paniagua. Los alumnos de estos pueblos estudian educación secundaria y bachillerato en el IES Gabriel y Galán de Montehermoso.

### Sanidad
Pertenece a la zona de salud de Montehermoso dentro del área de salud de Plasencia y cuenta con un punto de atención continuada en la avenida de la Paz. No hay ningún establecimiento sanitario privado registrado a fecha de 2013, por lo que en algunos servicios sanitarios como ópticas o clínicas dentales depende de poblaciones cercanas de mayor tamaño como Montehermoso o Coria. El municipio cuenta con una sola farmacia, que coordina sus turnos de guardia con las de los otros pueblos de la zona de salud.

## Patrimonio

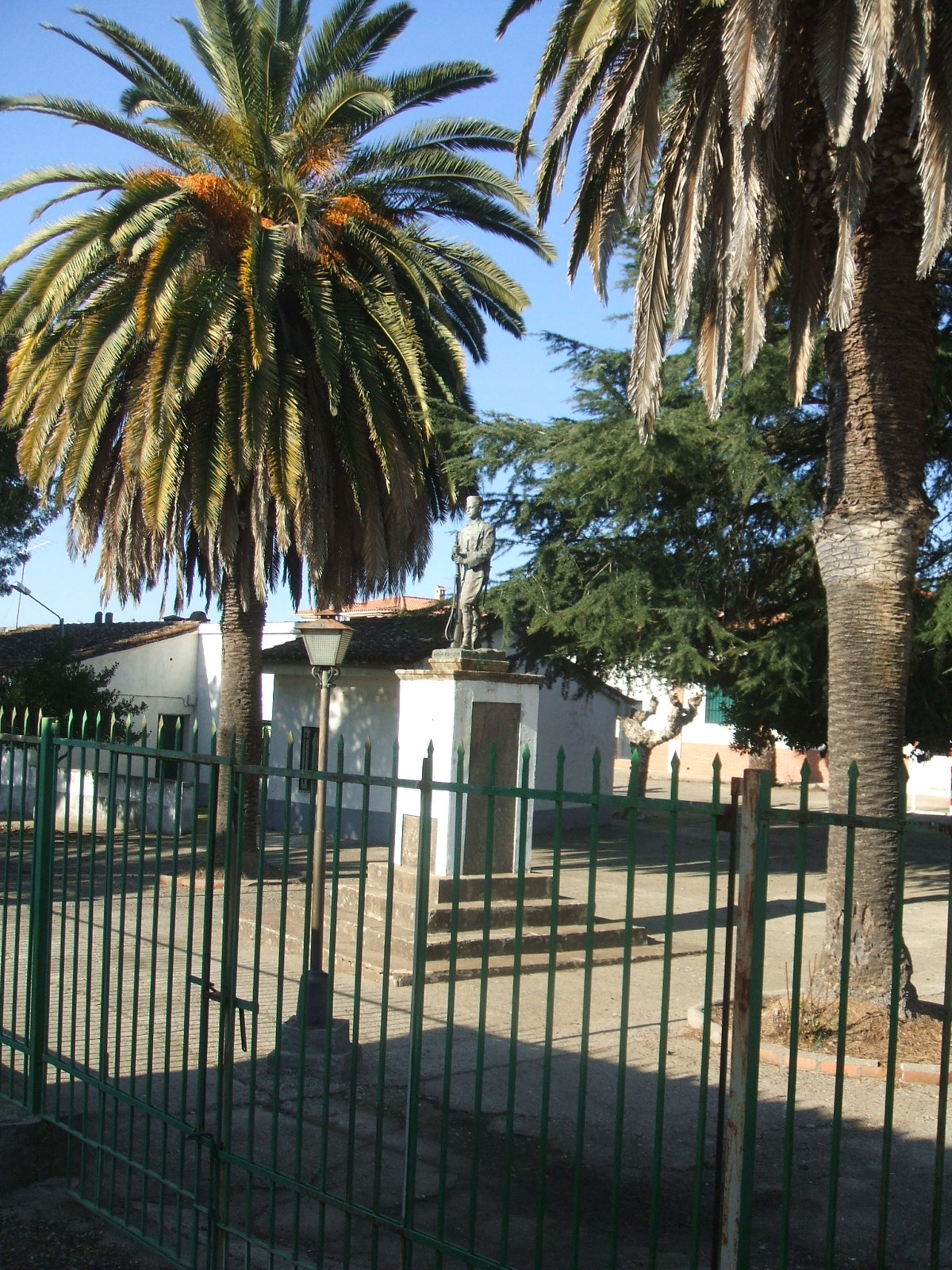
Monumento al soldado Inocencio Rubio, debido a Mariano Benlliure.

### Monumentos religiosos
El monumento de mayor valor de la villa es la iglesia parroquial de Nuestra Señora de la Asunción. El actual templo fue construido en el siglo XVI, aunque anteriormente hubo aquí una primitiva construcción del siglo XV. En la estructura destaca el campanario, torre de sillería con escalera de caracol adosada en la que probablemente trabajó el arquitecto Pedro de Ibarra. En el interior destaca su retablo mayor, de estilo barroco inicial.
Sin embargo, el edificio religioso más conocido del municipio es su ermita de Dios Padre. Se ubica en la cima de la sierra de Dios Padre y desde allí puede verse una amplia panorámica de las sierras y llanos de la zona, abarcando la vista desde el mirador unos setenta pueblos en días despejados.
En la salida de la villa de la EX-205 hacia Hernán-Pérez hay una cruz de término de granito fechada en 1862. Existe otra cruz similar en la salida de la EX-204 hacia Pozuelo de Zarzón, con una inscripción ilegible.
El Interrogatorio de la Real Audiencia de Extremadura de 1791 y otros documentos de la época mencionan que en el siglo XVIII había otras cuatro ermitas en la villa, aunque por lo general ya estaban entonces en mal estado: de los Mártires (en el camino a Santa Cruz de Paniagua), del Cristo de la Salud (en el cruce de la EX-205 con los caminos a Torrecilla de los Ángeles y Hernán-Pérez, es la única que se menciona a mediados del siglo XIX en el diccionario de Madoz), de la Cruz (en el cruce de la EX-204 con el camino a Santibáñez el Alto, donde hubo un albergue de caminantes) y de San Juan (en la plaza mayor de la villa).

### Monumentos civiles
El pósito de Villanueva de la Sierra se sitúa en la Plazuela de la Fiesta del Árbol. El edificio, exento, es de forma rectangular, con ventanas adinteladas; el tejado a cuatro aguas es de armazón maderable. Se corona con veleta gallonada.
Villanueva de la Sierra cuenta con una estatua en bronce del gran escultor valenciano Mariano Benlliure. Representa al soldado Inocencio Rubio, natural de la localidad que, en 1921, murió a la edad de 21 años en la batalla de Zoco Had, durante la Guerra de Marruecos. Fue mandada levantar por su padre el año 1927, en la finca que luego donó para la construcción de las Escuelas Públicas (las cuales llevaron en su recuerdo del nombre de «Grupo Escolar Inocencio Rubio»).

## Festividades
Fiesta del Árbol
En Villanueva de la Sierra se celebró la primera Fiesta del Árbol o Día del Árbol en todo el mundo, una iniciativa promovida en 1805 por don Ramón Vacas Rojo, el párroco del lugar, con el apoyo entusiasta de toda la población.
La Fiesta del Árbol se sigue celebrando cada Martes de Carnaval y es un día grande en el calendario festivo serrano. El sábado siguiente se organizan actividades paralelas a la fiesta de plantación. En 2014, contó además con el primer Congreso de Arboricultura en Extremadura, organizado por ARBA Extremadura para conmemorar el 209 aniversario de la primera Fiesta del Árbol.
La Fiesta del Árbol de Villanueva ha sido declarada Bien de Interés Cultural.
Otras fiestas locales
El lunes siguiente al Lunes de Pascua se celebra la romería del municipio en la ermita de Dios Padre.
La villa celebra sus fiestas patronales en honor a los santos Julita y Quirico los días 16 y 17 de junio, con misa, procesión, evento taurino y verbena.